# Cecilio Pla
Cecilio Pla y Gallardo, né le 22 novembre 1860 à Valence et mort le 4 août 1934 à Madrid, est un peintre espagnol.

## Biographie
Cecilio Pla y Gallardo naît le 22 novembre 1860 à Valence.
Fils de musicien, il se forme à l'Escuela de Bellas Artes de San Carlos à Valence, où des liens d'amitié le lient à Joaquin Sorolla. Il est ensuite  l'élève d'Emilio Sala à l'Escuela de Bellas Artes de San Fernando à Madrid où il s'installe.